# SIMO TCI
SIMO es el nombre de una feria celebrada en Madrid a partir de 1961, con carácter anual y celebrada durante el otoño.  Originalmente orientada al mobiliario de oficinas (acrónimo de Salón Informativo de Material de Oficina), es escenario de la progresiva introducción del equipamiento electrónico, informático y de telecomunicaciones, hasta el punto de desplazar al mobiliario de oficinas a una feria separada. Como reflejo de este cambio, en los primeros años 90 cambia su nombre a SIMO TCI, Feria Internacional de Informática, Multimedia y Comunicaciones; entre 1994 y 2007 presenta su época de mayor éxito tanto por superficie ocupada como por número de expositores y visitantes, convirtiéndose en una de las ferias más importante de Europa y cita obligada para cualquier informático. Uno de los mayores atractivos es cuando empresas de China y Taiwán comienzan a mostrar sus clones y accesorios para los compatibles PC pues tanto ensambladores de clones como el público abarrotan sus espacios (debido al coste del transporte, liquidan los equipos expuestos a precios irrisorios).
Sin embargo uno de sus principales atractivos en esos tiempos, Internet acabará con su auge, al no necesitar las marcas de una feria masiva para poder presentar sus novedades al gran público, y no obtener contactos comerciales que compensaran el gasto. La edición de 2008 es cancelada por la decisión de los principales expositores (Telefónica, Vodafone, Orange, Microsoft, Toshiba) de no acudir.
En un intento de reinvención, en 2009 se lanzó SIMO network, centrado en el networking y dirigido exclusivamente a profesionales del sector TIC.
En 2013, SIMO se reconvirtió en SIMO Educación, enfocándose en la tecnología aplicada al sector educativo. Actualmente, es un evento relevante en el ámbito de la innovación educativa en España, con la participación de cientos de expositores y miles de asistentes cada año.
SIMO fue una feria fundamental para la difusión de la tecnología en España durante décadas.

## Orientación
Inicialmente el SIMO se orienta al público en general, con los primeros días restringidos a los profesionales del sector.  Durante su etapa de mayor éxito se celebra la segunda semana completa de noviembre, comenzando un martes y finalizando el sábado y domingo como días del público. Hasta 2007 cuenta con la presencia de las empresas más importantes del sector como Microsoft, IBM, Lenovo, HP, Panda Security, Symantec, Apple, Philips, Sony, Intel, SuSE Linux y muchas otras empresas. A partir del cambio de orientación de 2009, pasa a ser una feria exclusivamente para profesionales.

## Lugar de celebración
Comenzó celebrándose en el desaparecido Palacio de Exposiciones de la Cámara de Comercio de Madrid situado en el paseo de la Castellana al lado del espacio ocupado actualmente por Cuatro Torres Business Area. En 1973 se cambia al Pabellón de Cristal de los recintos feriales de la Casa de Campo de Madrid donde continuará durante lo década de los 80 ocupando cada vez más espacio. A partir de finales de los 80 pasa a celebrarse en el IFEMA (actualmente recinto ferial Juan Carlos I) de Madrid (España).

## Datos de la feria

### Edición de 1970
X edición del SIMO del 6 al 15 de noviembre de 1970

### Edición de 1973
La XIII edición del SIMO se celebra por primera vez en el Pabellón de Cristal de la Casa de Campo. Acuden 230 expositores de 20 países diferentes.

### Edición de 1975
La XV edición del SIMO alcanza más de 1000 expositores, presentando grandes avances como la fotocopiadora de papel normal o la máquina de escribir electrónica con autocorrección.

### Edición de 2005
La edición de 2005 representó la número 45. Se realizó entre el 15 y el 20 de noviembre de 2005 con un horario de apertura de 10 a 19h del 15 al 19 de noviembre, y de 10 a 15h el domingo día 20. Se ocuparon los pabellones 1, 2, 3, 4, 5, 6, 7, 8, zona exterior y centro de convenciones norte, ocupando una superficie total de 65.000m².

### Edición de 2006
La edición de 2006 representó la número 46, y ocupó seis pabellones del Ifema. Se realizó entre el 7 y el 12 de noviembre de 2006.

### Edición de 2007
La edición de 2007 representó la número 47. Se realizó entre el 6 y el 11 de noviembre de 2007. Destaca el auge de la web 2.0.

### Fallida edición de 2008
La edición de 2008 iba a representar la número 48. Se iba a realizar entre el 11 y el 16 de noviembre de 2008 pero fue suspendida en octubre de 2008 porque los organizadores admitían que no existía 'el suficiente atractivo profesional'.

### Edición de 2009
La edición de 2009 representó de hecho la número 48. Se realizó entre el 22 y el 24 de septiembre de 2009, y ocupó dos de los pabellones del Ifema (adicionalmente, el programa de conferencias se celebra en el Centro de Convenciones Norte del Ifema). La organización trató de renovar el concepto de "feria SIMO" adaptándolo a "un nuevo modelo ferial para el sector TIC".

### Edición de 2010
La edición de 2010 se celebró de 8 al 7 de octubre, y ocupa un pabellón del Ifema.

### Edición de 2011
La edición de 2011 se celebró del 4 al 6 de octubre, y ocupa un pabellón del Ifema.

### Edición de 2012
La edición de 2012 se celebró del 25 al 27 de septiembre.

### Edición de 2013
La edición de SIMO Network 2013 se celebró del 15 al 17 de octubre.